# Івонн Гірдман
Івонн Гірдман (18 січня 1943 , Стокгольм ) — шведський історик і дослідниця гендерних питань, відзначена Премією Августа (August Prize).

## Ранні роки та освіта
Івонн Гірдман — донька вчителя мови Ейнара Гірдмана (1916—1999) та Шарлотти Гірдман, уродженої Шледт (1906—1966), та онука Гуннара та Маджа Гірдманів. Вона мати Ані Нірдман та сестра Свена Гірдмана . Вона виросла в Хьокарангені, Мальмбергет та Оскарсгамні . Отримала ступінь бакалавра в 1968 році і доктора філософії в 1974 році в Стокгольмському університеті з дисертацією Sveriges Kommunistiska Parti 1939—1945 («Шведська комуністична партія 1939—1945»).

## Кар'єра
Івонн Гірдман, серед іншого, проводила гендерно-орієнтовані дослідження і особливо відома тим, що у Швеції започаткувала концепцію «гендер», яка вже була встановлена в англійській мові в 1988 році. Її теорії першими вплинули на розслідування державної влади, одним із членів якого вона була. Вона була професором історії в Гетеборзькому університеті, працювала в Інституті трудового життя; професор новітньої історії Університету Седертерна та професор історії Стокгольмського університету, де з 2017 року обрана почесним професором кафедри історії.
Івон Гірдман провела багато досліджень про гендер, а також є людиною, яка ввела слово «гендер» у шведській мові у 1980-х роках. Концепція гендеру стала корисною, коли говорити про «жінку» чи «чоловіка» у контексті культурного та соціального, а не біологічного. У 1988 році Гірдман опублікувала доповідь у Гетеборзькому університеті у формі книги: «Система роду: теоретичні міркування про соціальне підпорядкування жінок, дослідження влади» . Саме в цій доповіді Гірдман описала поняття ґендеру у його важливості у шведській мові, а потім це поняття було започатковано шведською мовою. У 2004 році Івонн Гірдман написала книгу під назвою «Система роду — роздуми про соціальне підпорядкування жінок». У 2001 році Гірдман опублікувала своє перше видання книги «Рід» про зміну форм стабільності. Нове видання було опубліковано в 2003 році з такою ж назвою. У всіх цих книгах і звітах спільним компонентом є те, що кожен стурбований і торкається теми гендеру як предмета, так і поняття. Таким чином, Івонн Гірдман можна розглядати як головного героя в цій сфері та людини, яка справила велике враження на цю тему в історії Швеції.
У 2015 році вийшла її автобіографія Medan jag var ung («Поки я була молодою»).

## Вибрані твори
- Sveriges kommunistiska parti 1939—1945. Швеція під andra världskriget. Стокгольм: Allmänna förl. 1974 рік. Лібрис 7257729
- Vi bygger landet: den svenska arbetarrörelsens historia från Per Götrek to Olof Palme. Solna: Pogo press. 1979 рік. Лібрис 7639436
- Мат сом ветенськап, утопи оч ідеолог. 1980 рік. Лібрис 3172972
- Magfrågan: mat som mål och medel: Стокгольм 1870—1920. Нова тема. Стокгольм: Рабен і Шегрен. 1983 рік. Лібрис 8349157
- Улоф Петерссон і Івонн Хірдман (1985). Två föredrag om maktutredningen: TAMs, TBVs і TCOs tematräff om den politiska makten och folkstyret den 5 грудня 1985 року. Упсала: Мактутренінген. Лібрис 556019
- Om makt. Упсала: Мактутренінген. 1986 рік. Лібрис 556040
- Genussystemet: teoretiska fundingar kring kvinnors sociala underordning. Упсала: Мактутренінген. 1988 рік. Лібрис 753181
- Att lägga livet do rätta: studier i svensk folkhemspolitik. Стокгольм: Карлссон. 1989 рік. Лібрис 7665869
- Гендерна система: теоретичні роздуми про соціальне підпорядкування жінки. Упсала: Мактутренінген. 1990 рік. Лібрис 883049
- «День соціалістична гемафрун оч андра квинноісторик». Стокгольм: Карлссон. 1992 рік. Лібрис 8376656
- Утопія в домі: нарис. Міжнародний журнал політичної економії ; Vol. 22:2. Армонк, Нью-Йорк: Шарп. 1992 рік. Лібрис 12000263
- Folkhemstanken och kvinnorna: historiens andra sida. Samtal om rättvisa, 1103—2146 ; 9. Стокгольм: Бревсколан. 1993 рік. Лібрис 7431356
- Розповіді про субординацію? . Передрук — Institutet för arbetslivsforskning, 1400—2027:19. Стокгольм: Institutet för arbetslivsforskning. 1994 рік. Лібрис 1975578
- Соціальна інженерія і жіноче питання: Швеція тридцятих років. Передрук — Institutet för arbetslivsforskning, 1400—2027:7. Стокгольм: Institutet för arbetslivsforskning. 1994 рік. Лібрис 1956049
- Жінки — від можливості до проблеми?: гендерний конфлікт у державі добробуту — шведська модель. Серія дослідницьких доповідей / Арбецлівцентр, 1103—2499:3. Стокгольм: Arbetslivscentrum. 1994 рік. Лібрис 1777349
- Genusanalys av välfärdsstaten: en utmaning av dikotomierna. Передрук — Institutet för arbetslivsforskning, 1400—2027:5. Стокгольм: Institutet för arbetslivsforskning. 1994 рік. Лібрис 1947234
- Påminnelser: om kvinnors liv i Sverige. Стокгольм: Карлссон. 1995 рік. Лібрис 7666498
- Med kluven tunga: LO och genusordningen. Стокгольм: Атлас. 1998 рік. Лібрис 7777514
- Рід: om det stabilas föränderliga колишній. Мальме: Liber. 2001 рік. Лібрис 8354469
- Ключові поняття феміністської теорії: аналіз гендеру та добробуту. Фрея 0907-2179 34. Ольборг: Фрея, Феміністичний дослідницький центр в Ольборзі, Департамент розвитку та планування Ольборзького університету. 2001 рік. Лібрис 8954150
- Det tänkande hjärtat: boken om Alva Myrdal. Стокгольм: Ordfront. 2006 рік. Лібрис 10141468
- Gösta och genusordningen: feministiska betraktelser. Стокгольм: Ordfront. 2007 рік. Лібрис 10425277
- Den röda grevinnan: en europeisk historia. Стокгольм: Ordfront. 2010 рік. Лібрис 11744243
- Vad bör göras? : jämställdhet och politik under femtio år. Стокгольм: Ordfront. 2014 рік. Лібрис 15122351
- Medan jag var ung: ego-historia from 1900-talet. Стокгольм: Ordfront. 2015 рік. Лібрис 17048945

## Нагороди
- 2003 — Årets väckarklocka
- 2005 — Kellgrenpriset
- 2010 — премія Гертіга Карла
- 2010 — Серпнева премія
- 2016 — Премія Моа